# Crkvine (Cista Velika)
Crkvine su arheološko nalazište u Cisti Velikoj.

## Opis
Arheološko nalazište "Crkvine" nalazi se na zapadnom dijelu naselja Ciste Velike, stotinjak metara južno od ceste Trilj – Imotski. Na tisuću metara četvornih istražene površine otkriven je složen kompleks s ostacima antičkih profanih te ranokršćanskih i ranosrednjovjekovnih sakralnih građevina okruženih pripadajućim grobljima. Otkrivene su i dvije antičke cisterne te ranokršćanska krstionica. Nalazište je najvećim dijelom istraženo, konzervirano te će uskoro biti prezentirano.

## Zaštita
Pod oznakom Z-3012 zavedena je kao nepokretno kulturno dobro – pojedinačno, pravna statusa zaštićena kulturnog dobra, klasificirano kao "arheološka baština".